# Bom-Crioulo

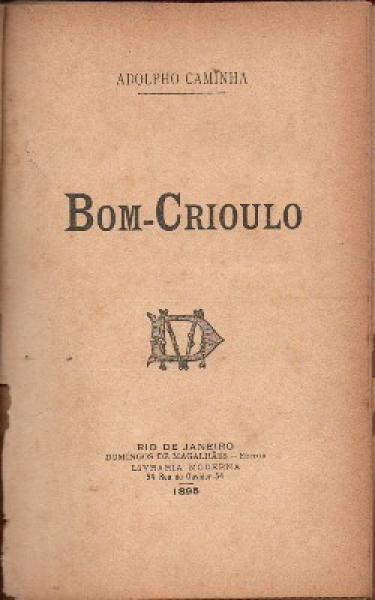
Capa da primeira edição do livro Bom-Crioulo, de Adolfo Caminha

Bom-Crioulo é um romance de Adolfo Caminha publicado em 1895, considerado por alguns como um dos primeiros romances sobre homossexualidade da história de toda a literatura ocidental.
A obra foi recebida com escândalo pela crítica literária da época e com silêncio por parte do público, devido à ousadia na abordagem de temas considerados tabu em finais do século XIX, como o sexo entre pessoas de diferentes etnias e a homossexualidade em ambiente militar. Além disso, apresentava uma frontalidade e um erotismo pouco usuais para a sociedade da época, mas é conceituada como uma narrativa contemporânea de seu tempo. No total, é composta por doze capítulos e discorre um enredo homoerótico, no qual são abordados temas como a diferença de raça e a vida problemática dos marinheiros naquele período.
A narrativa acompanha o personagem Amaro, um ex-escravo que presta serviços à Marinha e que, em determinado momento, se apaixona pelo jovem Aleixo. O romance perpassa por dois locais: no navio (também chamado de corveta), que em muitas vezes está em alto-mar, e na Rua da Misericórdia, localizada nas proximidades da Praça XV, onde então se localizava o porto da cidade do Rio de Janeiro.

## Contextualização histórica
A obra Bom-Crioulo pertence ao movimento estético naturalismo, movimento este que se contrapõe ao romantismo que anteriormente estava em voga. Esta oposição se dá no que se refere ao repúdio ao sentimentalismo, às relações e amores idealizados e aos conteúdos mais impactantes da época. Apresenta, assim, uma narrativa que não toma o subjetivismo como fio condutor, mas, em vez disso, constrói-se em uma perspectiva mais objetiva, real e concreta.
A obra gira em torno da relação amorosa de um casal constituído por dois homens, o que era inacreditável e inaceitável para a época. Um fato é que aquele era um período essencialmente regulatório, com ideais e valores fundamentados no patriarcado e no conservadorismo. Por essa razão, a obra recebeu críticas predominantemente negativas, sendo atribuído a ela o teor de transgressora e abominável. É certo que muitas dessas críticas eram respondidas anonimamente pelo próprio autor, que publicava cartas abertas em jornais defendendo a sua narrativa. 
Na escrita do livro, percebem-se claramente as influências da estética naturalista, com marcas do positivismo, do determinismo e do darwinismo social. Em contraponto com a estética romântica, os escritores passam a produzir em meados do século XIX uma literatura marcada pela verdade, do modo direto com as relações humanas.
Bom-Crioulo foi escrito após a escravidão, mas aborda no seu enredo esse período, tendo em vista que a trajetória do personagem protagonista da narrativa é marcada pelo regime escravocrata.

## Características da obra

### Foco narrativo
A obra é narrada em 3ª pessoa por um narrador onisciente, possuindo um discurso indireto livre.

### Espaço
A narrativa situa-se em dois espaços: em alto-mar e na Rua da Misericórdia. Os dois ambientes são descritos em seus aspectos mais degradantes e negativos, ressaltando a miséria daqueles que aí vivem, o que compõe a estética naturalista.
Em um primeiro momento, a narrativa acontece a bordo de uma corveta, na qual os personagens Amaro e Aleixo prestam serviços à Marinha. Num segundo momento, a história desloca-se para a terra firme, mais precisamente para um quarto na Rua da Misericórdia, onde Amaro e Aleixo, após se terem conhecido no navio, vivem o ápice e o declínio de seu relacionamento.
Ao retratar o espaço urbano, Adolfo Caminha fala a respeito de um tipo de moradia muito comum no Rio de Janeiro durante o final do século XIX, que eram as habitações coletivas. Os habitantes dessas moradias eram brancos e negros, mas sempre pessoas exploradas. Ao redor dessas habitações há a presença de negociantes portugueses em ascensão, como o açougueiro que sustenta D. Carolina e que se aproveita, de algum modo, da miséria dessas pessoas. É interessante perceber que esse movimento estético começa a retratar um Brasil que não apresenta só a elite e a burguesia, mas também as diferentes camadas sociais e as implicações que se apresentam nesses novos contextos, como a pobreza, a exploração do trabalho e as desigualdades sociais.

### Tempo
O romance apresenta um tempo indeterminado. Porém, é possível estipular uma data aproximada devido aos acontecimentos que caracterizam o enredo, tais como a escravidão, os castigos físicos aplicados em marinheiros e a descrição da cidade do Rio de Janeiro, que apresentava aspectos que remetiam ao período do final do século XIX.

## Enredo
Amaro, o personagem principal, é um escravo foragido que anseia ser dono de seu próprio destino. É aceito como marinheiro, o que lhe permite realizar o seu sonho de liberdade e que, associado ao seu físico imponentemente muscular, "sem um osso à vista", claramente mais possante que o dos outros marujos, o transforma em alguém voluntarioso e benevolente, de tal forma que recebe a alcunha "Bom-Crioulo".
A disciplina da Marinha de Guerra parece-lhe suave quando comparada com a das fazendas de café onde era escravo, e o Bom-Crioulo só vai senti-la duramente quando conhece Aleixo, um belo grumete adolescente, louro e de olhos azuis, por quem se apaixona. Amaro deixa de ser o marinheiro submisso. Envolve-se em brigas para defender o seu amado, embebeda-se, é castigado, mas o que obtém em troca de Aleixo é mais gratidão do que amor.
No Rio de Janeiro, após a reforma da corveta em que viajavam, Amaro arranja um quarto para si e para Aleixo na pensão de uma portuguesa, D. Carolina, antiga prostituta que ele tinha salvado de uma tentativa de assalto. A vida com Aleixo é quase marital, e o Bom-Crioulo, enfrentando alguma impaciência do rapaz, deleita-se mais com apreciar longamente o seu lindo corpo alvo do que com a obtenção do prazer sexual.
Mas esta vida quase matrimonial é efêmera, pois o capitão do navio para onde Amaro é transferido é extremamente rígido, dando-lhe folga apenas uma vez por mês, o que dificulta o encontro dos amantes. Para piorar, D. Carolina, num de seus caprichos, decide seduzir o adolescente, que se apaixona lubricamente por ela.
Amaro abandona-se à aguardente. Desequilibrado, arranja confusão e é repetidamente castigado. O ex-escravo é então transferido para um hospital-prisão, onde mergulha no tédio da recuperação e do abandono. Solitário e frustrado, Amaro fica inquieto ao saber que Aleixo o teria traído com uma mulher. O personagem foge da prisão e, já perto da pensão, encontra Aleixo, matando-o tragicamente à navalhada no meio de uma multidão quase indiferente.

## Personagens
AMARO: Ex-escravo, é um marinheiro extremamente forte, habilidoso e valente, habilidades que fazem com que seja chamado de Bom-Crioulo por parte da tripulação de marinheiros. Com cerca de 30 anos, é descrito como um homem grande de força sobre-humana que é respeitado no ambiente por demonstrar competência e seriedade.
ALEIXO: Com apenas 15 anos, o personagem é descrito como um jovem de pele clara, lábios rosados, olhos azuis e um semblante cativante. É o interesse afetivo de Amaro, mas passa a se envolver também com D. Carolina.
D. CAROLINA: A personagem é uma ex-prostituta de 38 anos, dona da pensão na qual Amaro e Aleixo se hospedam. É dito que a personagem deve um favor a Amaro, mas posteriormente acaba por se envolver com Aleixo, o que resulta em um conflito.
HERCULANO: Marinheiro desleixado e tímido que, ao ser flagrado masturbando-se, é castigado por membros da Marinha.
AGOSTINHO: Guardião da proa, é especialista com as chibatadas e sente prazer em aplicar os castigos.
SANT'ANA: Marinheiro gago, indisciplinado e mentiroso.